# الیاس سرکیس
الیاس سرکیس (ارمنی: Էլիաս Սարկիս; عربی: إلياس سركيس؛ ۲۰ ژوئیه ۱۹۲۴ – ۲۷ ژوئن ۱۹۸۵) سیاستمدار و وکیل ارمنی‌تبار اهل لبنان بود.

## زندگی‌نامه
الیاس سرکیس از پدری ارمنی و مادری مسیحی (قپطی) در لبنان به دنیا آمد و به مدت شش سال (۱۹۷۶–۱۹۸۲) عهده‌دار ریاست جمهوری لبنان شد. الیاس سرکیس قبل از ریاست جمهوری چندین سال شهردار بیروت بوده‌است.